# Después de la lluvia
Después de la lluvia (Després de la pluja en el original en lengua catalana) es una obra de teatro del dramaturgo Sergi Belbel estrenada en 1993.

## Argumento
La acción se desarrolla en la azotea del rascacielos de una gran ciudad. A ese espacio acceden los empleados de una oficina para poder fumar libremente ya que en las instalaciones de la compañía está estrictamente prohibido. En esos encuentros, los personajes muestran sus pasiones, frustraciones, odios y ambiciones.

## Producciones
Estrenada en Teatro-Auditorio de San Cugat del Vallés el 28 de octubre de 1993, estuvo dirigida por el propio autor y contó con la interpretación de Ana María Barbany (Directora Ejecutiva), Laura Conejero (Secretaria Rossa), Áurea Márquez (Secretaria Pèl-Roja), Carme González, Rosa Cadafalch, Jordi Banacalocha (Administrativo), Pep Pla (Informático) y Jordi Figueras (Mensajero).
En lengua castellana se estrenó en febrero de 1996 en el Teatro Albéniz de Madrid. Este montaje también fue dirigido por Belbel y elenco quedó integrado por Alfredo Alba, Luis Merlo (Programador Informático), Amparo Larrañaga (Secretaria Rubia), Maribel Verdú (Secretaria Pelirroja), Ana Labordeta, Natalia Dicenta, Ángel Pardo (Mensajero) y Paloma Paso Jardiel.
Representada en el Gate Theatre de Londres en 1996 con el título en inglés de After the Rain.
Con el título de Après la pluie se representó en el Théâtre de Poche-Montparnasse de París en 1998, con dirección de Marion Bierry e interpretación de Geoffroy Thiebaut (Le Chef administratif), Julien Rochefort (Le Programmeur), Sarah Haxaire (La Secrétaire blonde), Fabienne Tricottet (La Secrétaire rousse), Raphaëline Goupilleau (La Secrétaire brune), Marion Bierry (La Secrétaire châtain), Stéphane Bierry (Le Coursier) y Marina Moncade (La Directrice).
En Nueva York se representó en 1999 como After the Rain, con Joel Rooks (Head of Administration), James Tupper (Computer Programmer), Jennifer Chambers (Blond-Haired Secretary), Mari-Esther Magaloni (Dark-Haired Secretary), Kristen Lee Kelly (Red-Haired Secretary), Laura Wickens (Brown-Haired Secretary), Greg Sims (Local Messenger) y Diana Henry (Female Managing Director) dirigidos por Daniel Kadin.
En México se montó en 2001, dirigida por Rafael Sánchez Navarro, con Verónica Merchant, Mónica Dionne, Fabiana Perzabal, Lucía Muñoz, Jorge Zárate, Daniel Martínez, Martín Altomaro y Gabriela Canudas.
También se estrenó en Argentina, en 2013. Dirigida por Roberto Nicolás Lachivita, con Victoria Fortuny (Secretaria Rubia), Sang Min Lee (Secretaria Morena), Ramiro Vayo (Jefe Administrativo), Eugenia Palliof (Directora Ejecutiva), Nayla Noya (Secretaria Castaña), Rafael Lavin (Programador Informático), Ariel Cister (Mensajero) y Laura Wich (Secretaria Pelirroja).
En Perú, el montaje es de 2013 y el elenco incluía a Jorge Armas, Denise Arregui, Carolina Barrantes, Magali Bolívar, Urpi Gibbons, Alejandra Guerra, Stefano Salvini y Leonardo Torres Vilar.

## Adaptaciones
En 2007 se emitió en TV3 un telefilme que adapta la obra. Fue dirigido por Agustí Villaronga e interpretado por Marisa Paredes (Directora executiva), Candela Peña (Secretària rossa), Marina Gatell (Secretària pèl-roja), Vicenta N'Dongo (Secretària morena), Olalla Escribano (Secretària castanya), Jordi Bosch (Cap administratiu), Enric Majó (Cap de personal), Alex Brendemühl (Informàtic), Roger Casamajor (Missatger) y Secun de la Rosa (Ascensorista).

## Premios[8]
- Premio Nacional de Literatura Catalana (1993-96)
- Premio Serra d’Or (1994),
- Premio Molière (1999) a la mejor obra cómica en la producción del Theatre de Poche Montparnasse-París
- Premio Max de las Artes Escénicas (2002) al espectáculo con mayor presencia internacional